# Alkalifile
Alkalifile, alkafile, organizmy zasadolubne – organizmy (zarówno rośliny, jak i zwierzęta), które najlepiej rozwijają się w glebie lub wodzie o odczynie zasadowym, na ogół w środowisku bogatym również w związki wapnia. Organizmy te są też zazwyczaj kalcyfilami.
We wspomnianym środowisku żyją np.:
- azotobakterie,
- burak cukrowy,
- koniczyna,
- okrzemki,
- podbiał pospolity,
- powój,
- pszenica,
- niektóre gatunki ślimaków.